# Lac del Toro
Le lac del Toro (en espagnol : Lago del Toro) est une étendue d'eau située dans le parc national Torres del Paine, dans la région de Magallanes et de l'Antarctique chilien, au sud du Chili. Connu localement sous le nom de Lago del Toro ou Lago Toro (littéralement « lac du taureau »), son nom vient de la houle pouvant atteindre 4 mètres dont la formation est possible grâce à la disposition du lac (long d'environ 30 km) et aux vents violents qui soufflent dans l'axe du lac. Les habitants des alentours affirment que le lac et la montagne située à proximité, la Sierra del Toro, sont nommés ainsi car « ils sont très énervés » (« ¡porque se enoja mucho! »)… comme les taureaux. Il est possible de camper à proximité du lac et d'y pêcher, en particulier dans la Bahia el Bote.

Lac del Toro, dans le parc national Torres del Paine.